# Antarctodius rauscherti
Antarctodius rauscherti is een vlokreeftensoort uit de familie van de Ochlesidae. De wetenschappelijke naam van de soort is voor het eerst geldig gepubliceerd in 2001 door Coleman & Kauffeldt.